# Conestoga (CDP)
Conestoga (Kanneschtooge en alemany pennsilvanià) és una comunitat no incorporada i un lloc designat pel cens (CDP) a Conestoga Township, comtat de Lancaster, Pennsilvània, Estats Units. Segons el cens del 2020 tenia una població de 1.163 habitants.  L'oficina de correus de Conestoga rep el codi postal 17516.

## Història

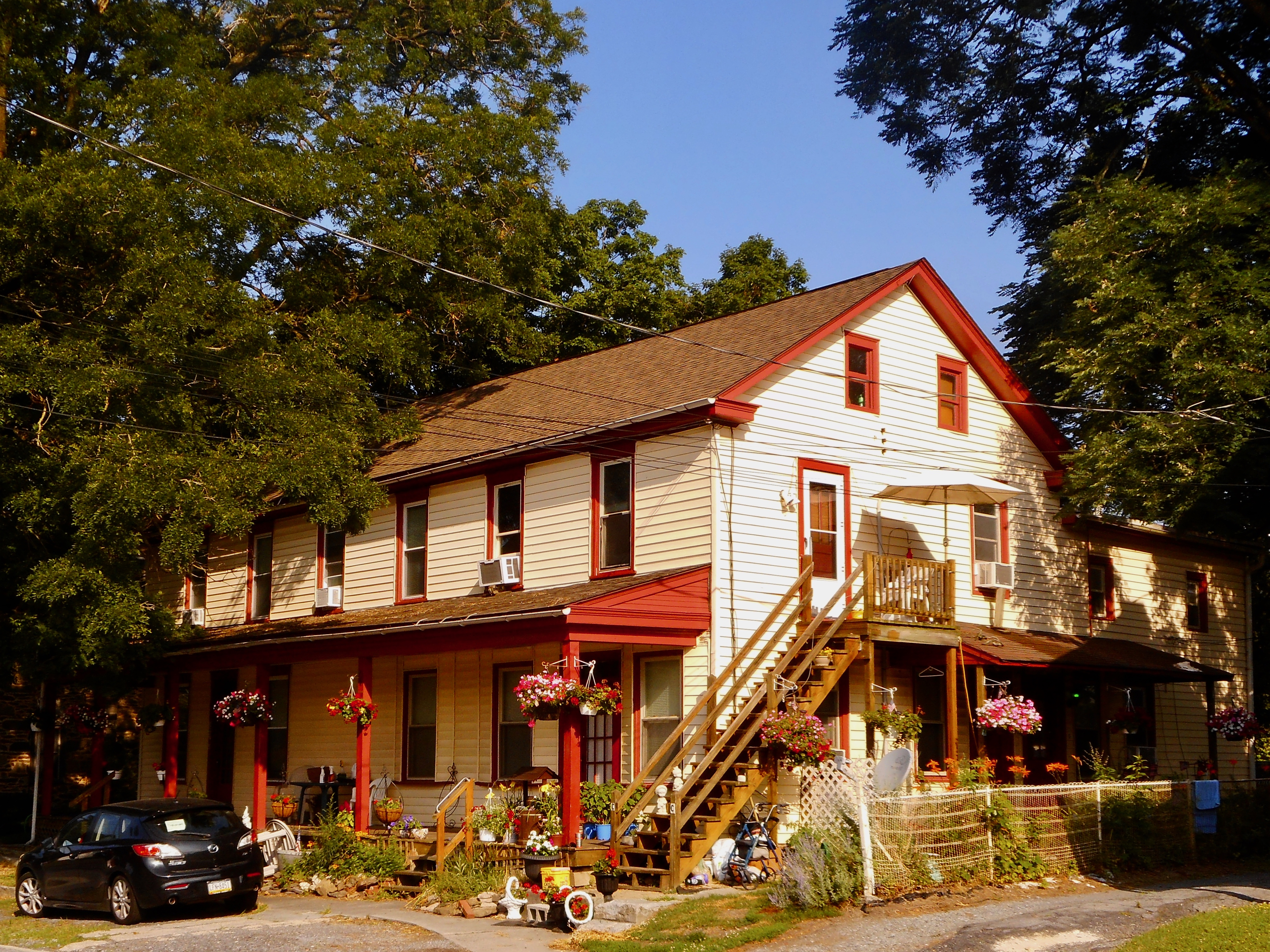
Casa al carrer principal de Conestoga, Pennsilvània, situada al costat de Hess House construïda el 1811

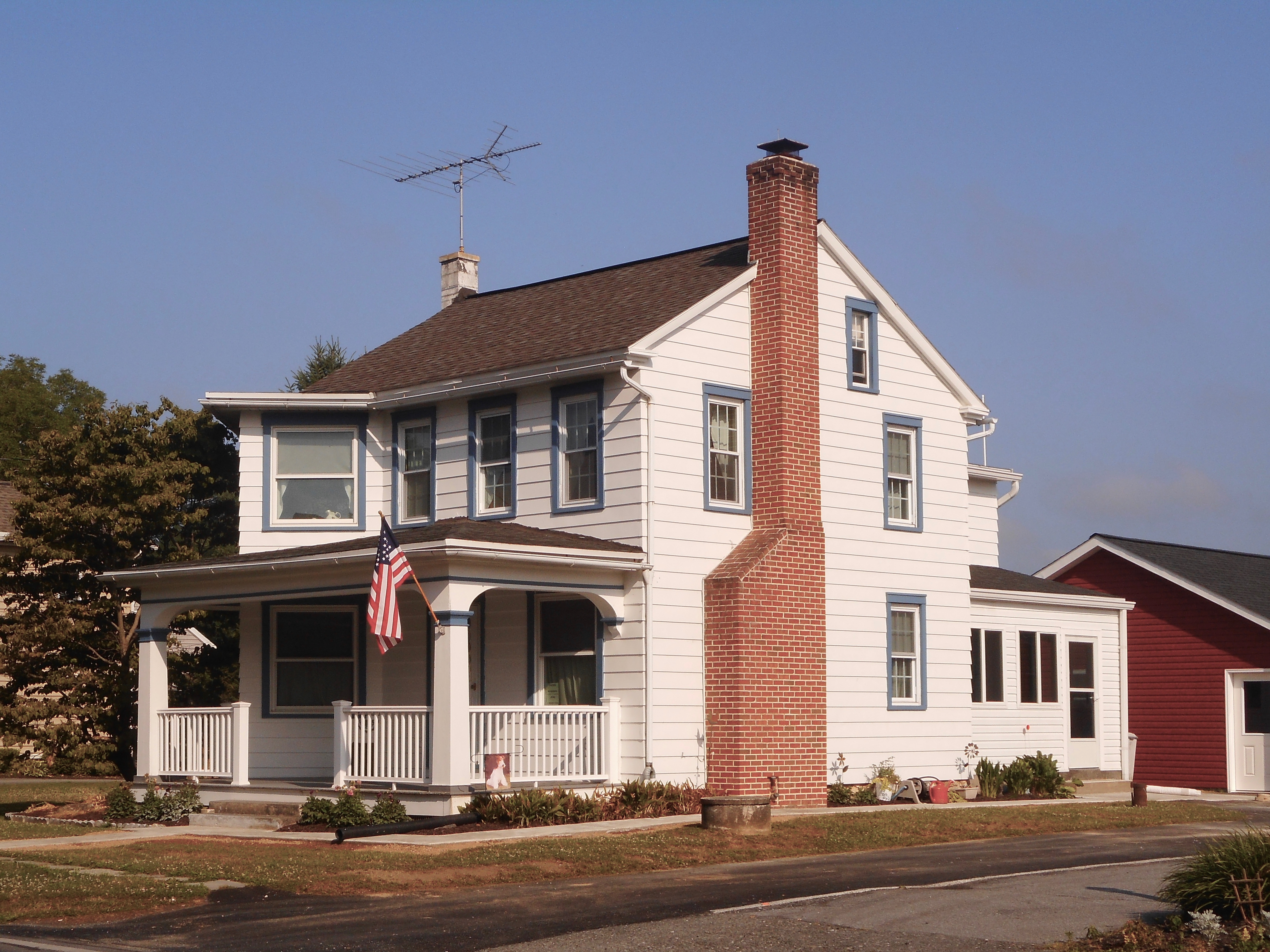
Casa al carrer principal de Conestoga, Pennsilvània, situada a prop de Hess House construïda el 1811

Conestoga fa referència a l'ètnia conestoga, el nom anglès dels susquehannock que habitaven la regió abans de l'assentament europeu. Es creu que el nom deriva de kanastoge que significa "al lloc del pal immers".
El nom també serví per a anomenar el riu Conestoga, que forma el límit nord del township de Conestoga, i per a Conestoga Manor, una gran extensió de terreny reservat per William Penn que es trobava al nord del riu a l'actual Manor Township. Conestoga també feia referència a un reguitzell d'assentaments dels susquehannock situats a Conestoga Manor. El 1763, el darrer d'aquests assentaments fou destruït i els seus habitants massacrats pels Paxton Boys, un grup de colons vigilantes escocesos-irlandesos del comtat de Lancaster.
El town de Conestoga Center a Conestoga Township fou construït el 1805 per John Kendig, que gestionava una taverna en aquest lloc des del 1790. Al 1815 hi vivien onze famílies. Una llista per a la recaptació d'impostos del 1815 esmenta a John Kendig, Sr., John Kendig Jr., Martin Kendig, Magdalene Ponper, Adam Brady, Cornelius Conrad, John Carry, Theophilus Dunning, Solomon Falk, Catherine Grummel i Jacob Yentzer.
La seu de Turkey Hill Dairy, una empresa d'alimentació especialitzada en tes gelats i productes lactis fundada el 1931, té una adreça postal de Conestoga. Es troba a 7 milles (11 km) al nord-oest de Conestoga a Manor Township.
La zona sortí a les notícies nacionals l'any 2001 quan el president George Bush feu un fotoreclam a la central elèctrica de Safe Harbor  a 4 milles (6 km) al sud-oest de Conestoga.

## Geografia física
Conestoga és al sud-oest del comtat de Lancaster, a la part oriental del township de Conestoga. És entre el riu Conestoga al nord-oest i Pequea Creek al sud-est. A 7 milles (11 km) al sud-sud-oest de Lancaster, la seu del comtat, i a 3 milles (5 km) al nord-est del curs del riu Susquehanna .
Segons l'Oficina del Cens el CDP de Conestoga té una superfície de 2.1 milles quadrades (5.4 km2), de les quals 0.004 milles quadrades (0.01 km2), o el 0,22%, són cobertes per les aigües.

## Geografia humana
Al cens del 2020 hi constaven 1.163 habitants i 487 habitatges amb una taxa d'ocupació del 99%. 907 tenien 18 anys o més i representaven el 78% de la població. El perfil racial del CDP era d'un 93,1% de blancs, un 0,5% d'afroamericans, un 0,2% de nadius americans, un 0,61% d'asiàtics, un 1,29% d'altres races i 2,45% de dues o més races. Els hispans o llatins de qualsevol raça eren el 3,4%.